# Otakar Kuča
Otakar Kuča (13. října 1927 Ostrava – 22. prosince 2018 Praha) byl český architekt, designér, urbanista a vysokoškolský pedagog, který se specializoval především na historické i nové zahrady, parky a veřejná prostranství.

## Život
Vystudoval v roce 1953 Fakultu architektury ČVUT, kde následně působil u Oldřicha Stefana a Zdeňka Wirtha. Spolupracoval na projektech s architekty Karlem Pragerem, Jiřím Kadeřábkem a Jiřím Albrechtem. V roce 1965 získal kandidaturu pro obor krajinářská architektura, po Pražském jaru 1968 odešel na Technickou univerzitu v Berlíně, kde získal docenturu a doktorát. V roce 1973 se vrátil do Prahy a působil ve Státním ústavu pro rekonstrukci památkových měst a objektů, externě vyučoval na Akademii výtvarných umění, po roce 1990 také na UMPRUM a ČVUT.

## Dílo
Vybrané realizace:
- Kajetánské terasy (1965–1970)

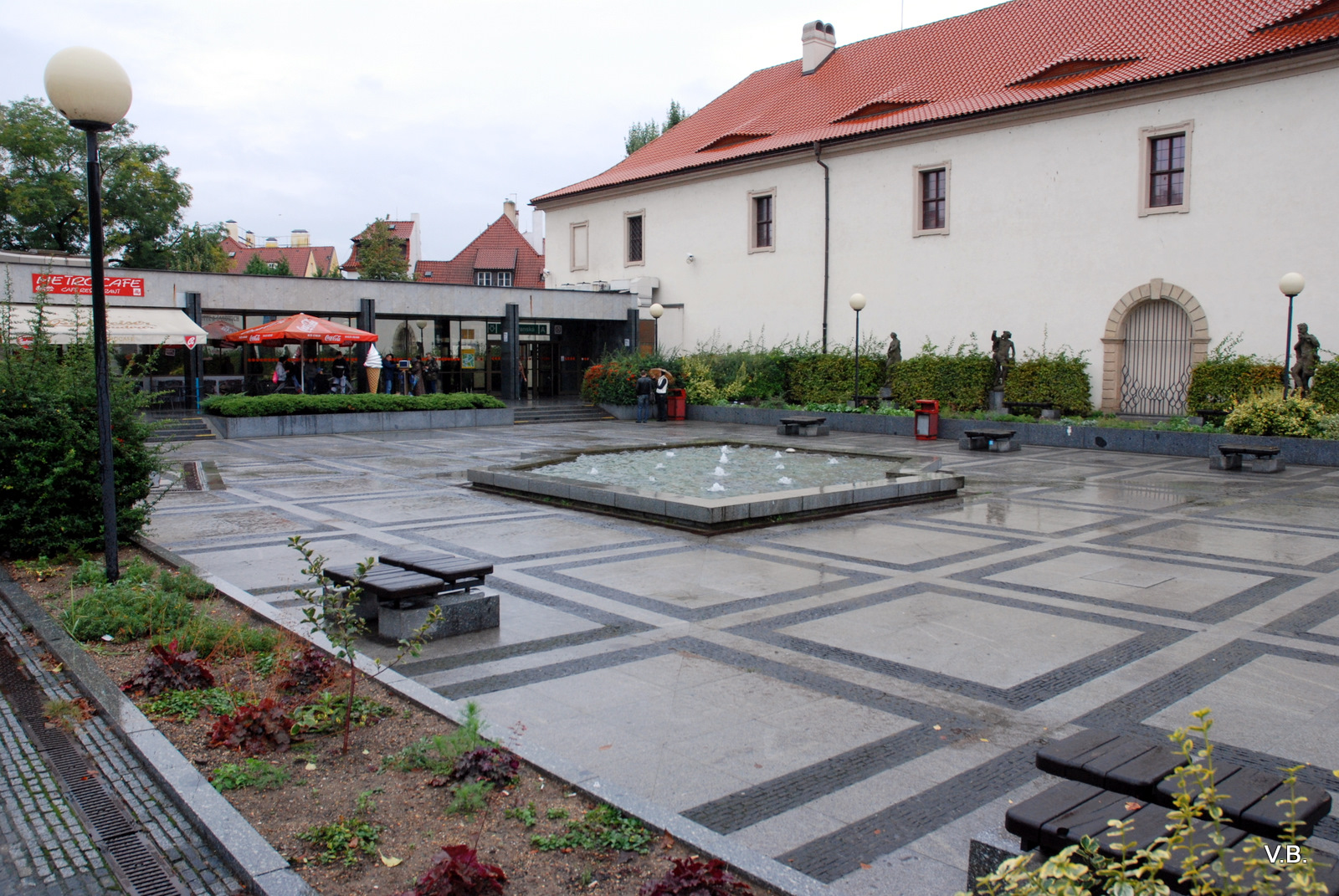
Parčík s fontánou na Malostranské

- Park Přátelství na Proseku (1974–1976, projekt 1968)
- Parter stanice metra Malostranská – se Zdeňkem Drobným (1972–1978)
- úprava promenády v Mariánských lázních (1976) a Zpívající fontána (ve spolupráci, 1982–1986)
- renovace Františkánské zahrady, ve spolupráci (1989–1992)
- Strahovský klášter (úpravy 1992)

## Ocenění
Samostatná výstava v galerii Diamant Spolku výtvarných umělců Mánes v roce 2011.